# Sibthorpe
Sibthorpe – wieś w Anglii, w hrabstwie Nottinghamshire, w dystrykcie Rushcliffe. Leży 20 km na wschód od miasta Nottingham i 173 km na północ od Londynu.